# Blaibach
Blaibach is een gemeente in de Duitse deelstaat Beieren, en maakt deel uit van het Landkreis Cham.
Blaibach telt 1.961 inwoners.
Arnschwang ·
Arrach ·
Bad Kötzting ·
Blaibach ·
Cham ·
Chamerau ·
Eschlkam ·
Falkenstein ·
Furth im Wald ·
Gleißenberg ·
Grafenwiesen ·
Hohenwarth ·
Lam ·
Lohberg ·
Michelsneukirchen ·
Miltach ·
Neukirchen beim Heiligen Blut ·
Pemfling ·
Pösing ·
Reichenbach ·
Rettenbach ·
Rimbach ·
Roding ·
Rötz ·
Runding ·
Schönthal ·
Schorndorf ·
Stamsried ·
Tiefenbach ·
Traitsching ·
Treffelstein ·
Waffenbrunn ·
Wald ·
Walderbach ·
Waldmünchen ·
Weiding ·
Willmering ·
Zandt ·
Zell